# Дамјан Светогорски
Преподобни Дамјан је био монах манастира Есфигмена на Светој гори.
Био је савременик и друг великог Козме Зографског. Подвизавао се на гори Самарији, између Есфигмена и Хиландара. Умро је 1280. године. Након смрти, из његовог гроба кроз 40 дана исходио је диван и благоухан мирис.
Српска православна црква слави га 23. фебруара по црквеном, а 8. марта по грегоријанском календару.